# Liste der denkmalgeschützten Objekte in Schwanenstadt
Die Liste der denkmalgeschützten Objekte in Schwanenstadt enthält die 14 denkmalgeschützten, unbeweglichen Objekte der oberösterreichischen Stadt Schwanenstadt.

## Denkmäler
| Foto |                 | Denkmal                                                                                        | Standort                                         | Beschreibung | Metadaten |
| ---- | --------------- | ---------------------------------------------------------------------------------------------- | ------------------------------------------------ | --- | --- |
| ja   | Datei hochladen | Friedhof christlich HERIS-ID: 78233 Objekt-ID: 91891                                           | bei Hainprechting 101 Standort KG: Schwanenstadt | Der Friedhof wurde am 24. August 1893 vom Bischof Franz Maria Doppelbauer eingeweiht. | BDA-Hist.: Q38151718 Status: § 2a Stand der BDA-Liste: 2025-06-30 Name: Friedhof christlich GstNr.: 596/2, 729/2, 3/2 (KG 50212), 596/1                                       |
| ja   | Datei hochladen | Ehem. Stadtbrunnen HERIS-ID: 79705 Objekt-ID: 93401                                            | bei Gmundner Straße 5 Standort KG: Schwanenstadt | Der ehemalige Stadtbrunnen ist ein Werk vom Ende des 17. Jahrhunderts. Er stand zusammen mit zwei weiteren am Schwanenstädter Stadtplatz. Diese Brunnen wurden 1898 beim Ausbau der Wasserleitungsanlagen abgebrochen. Nur der mittlere Brunnen fand 1954 einen Platz am Rande des Kirchengeländes in der Gmundner Straße (früher Badgassl).                                     | BDA-Hist.: Q38171849 Status: § 2a Stand der BDA-Liste: 2025-06-30 Name: Ehem. Stadtbrunnen GstNr.: 704/20                                                                     |
| ja   | Datei hochladen | Kreuzwegstation Nr. 4 und Nr. 5 HERIS-ID: 79715 Objekt-ID: 93411                               | vor Gramme-Allee 3 Standort KG: Schwanenstadt    | Die gemauerte, barocke Kreuzwegstation befindet sich auf dem Weg zur Kalvarienbergkirche am Philippsberg. | BDA-Hist.: Q38171859 Status: § 2a Stand der BDA-Liste: 2025-06-30 Name: Kreuzwegstation Nr. 4 und Nr. 5 GstNr.: 713/1                                                         |
| ja   | Datei hochladen | Kath. Pfarrkirche hl. Michael und ehem. Friedhofsfläche HERIS-ID: 52541 Objekt-ID: 59633       | neben Kirchenplatz 1 Standort KG: Schwanenstadt  | Die dreischiffige neugotische Kirche wurde anstelle eines gotisch-barocken Vorgängerbaus in den Jahren 1900–1902 nach den Plänen von Matthäus Schlager errichtet. Die einheitliche neugotische Ausstattung stammt aus der Werkstatt von Ludwig Linzinger, daneben haben sich einige ältere Kunstwerke, wie eine Mondsichelmadonna von 1470 oder barocke Apostelstatuen erhalten. | BDA-Hist.: Q25418641 Status: § 2a Stand der BDA-Liste: 2025-06-30 Name: Kath. Pfarrkirche hl. Michael und ehem. Friedhofsfläche GstNr.: .108, 124/2 Pfarrkirche Schwanenstadt |
| ja   | Datei hochladen | Pausinger-Villa HERIS-ID: 78452 Objekt-ID: 92113                                               | Linzer Straße 16 Standort KG: Schwanenstadt      | Die Pausinger-Villa entstand in der Zeit des Historismus. Auf der Gartenseite hat die Villa ein hübsches Salettl. Die Villa wurde auf einem bajuwarischen Gräberfeld errichtet. Archäologische Grabungen brachten bisher ca. 80 Gräber zum Vorschein. Seit 2007 ist hier das Heimatmuseum Schwanenstadt untergebracht.                                                           | BDA-Hist.: Q38152212 Status: § 2a Stand der BDA-Liste: 2025-06-30 Name: Pausinger-Villa GstNr.: .84/2 Pausinger-Villa, Schwanenstadt                                          |
| ja   | Datei hochladen | Volksschule HERIS-ID: 78464 Objekt-ID: 92126                                                   | Linzer Straße 19 Standort KG: Schwanenstadt      | | BDA-Hist.: Q38152267 Status: § 2a Stand der BDA-Liste: 2025-06-30 Name: Volksschule GstNr.: .299                                                                              |
| ja   | Datei hochladen | Hauptschule HERIS-ID: 78467 Objekt-ID: 92129                                                   | Linzer Straße 21 Standort KG: Schwanenstadt      | Nach dem Neubau der beiden Hauptschulen von Schwanenstadt gehört das Gebäude nun zur dahinter liegenden alten Volksschule (Linzerstraße 19). | BDA-Hist.: Q38152287 Status: § 2a Stand der BDA-Liste: 2025-06-30 Name: Hauptschule GstNr.: .337                                                                              |
| ja   | Datei hochladen | Ehem. Bürgerspital HERIS-ID: 38526 Objekt-ID: 38104                                            | Linzer Straße 30 Standort KG: Schwanenstadt      | Das ehemalige Bürgerspital wurde 1710 vor dem unteren Stadttor erbaut. Ab 1886, nachdem die Stadt ein eigenes Krankenhaus errichtet hatte, wurde es als Versorgungshaus weiterverwendet. | BDA-Hist.: Q37981736 Status: § 2a Stand der BDA-Liste: 2025-06-30 Name: Ehem. Bürgerspital GstNr.: .82/1                                                                      |
| ja   | Datei hochladen | Ehem. Spitalskirche zu den 14 Nothelfern und Benefiziatenhaus HERIS-ID: 38525 Objekt-ID: 38103 | Linzer Straße 32 Standort KG: Schwanenstadt      | Eine barocke Kirche mit einem Rokokoaltar (um 1750). Die ehem. Spitalskirche zu den 14 Nothelfern und das Benefiziatenhaus befinden sich in der Linzerstraße in Schwanenstadt. Die Spitalskirche war von 1954 bis 1961 an die evangelische Pfarrgemeinde von Schwanenstadt vermietet. 2014 wird das Benefiziatenhaus als Wohnhaus genutzt.                                       | BDA-Hist.: Q37981724 Status: Bescheid Stand der BDA-Liste: 2025-06-30 Name: Ehem. Spitalskirche zu den 14 Nothelfern und Benefiziatenhaus GstNr.: .82/2, .81                  |
| ja   | Datei hochladen | Stadtturm HERIS-ID: 78672 Objekt-ID: 92337                                                     | Stadtplatz 1 Standort KG: Schwanenstadt          | → Hauptartikel : Stadtturm Schwanenstadt f1 | BDA-Hist.: Q15130165 Status: § 2a Stand der BDA-Liste: 2025-06-30 Name: Stadtturm GstNr.: .28/1, .28/2 Stadtturm Schwanenstadt                                                |
| ja   | Datei hochladen | Bürgerhaus HERIS-ID: 60223 Objekt-ID: 72371                                                    | Stadtplatz 48 Standort KG: Schwanenstadt         | | BDA-Hist.: Q38091037 Status: Bescheid Stand der BDA-Liste: 2025-06-30 Name: Bürgerhaus GstNr.: .113 Stadtplatz 48, Schwanenstadt                                              |
| ja   | Datei hochladen | Rathaus HERIS-ID: 52543 Objekt-ID: 59635                                                       | Stadtplatz 54 Standort KG: Schwanenstadt         | | BDA-Hist.: Q38052173 Status: § 2a Stand der BDA-Liste: 2025-06-30 Name: Rathaus GstNr.: .120 Rathaus Schwanenstadt                                                            |
| ja   | Datei hochladen | Pfarrhof HERIS-ID: 78669 Objekt-ID: 92334                                                      | Traunfallgasse 4 Standort KG: Schwanenstadt      | | BDA-Hist.: Q38152623 Status: § 2a Stand der BDA-Liste: 2025-06-30 Name: Pfarrhof GstNr.: .107                                                                                 |
| ja   | Datei hochladen | Kruzifix HERIS-ID: 98449 Objekt-ID: 114376                                                     | bei Traunfallgasse 4 Standort KG: Schwanenstadt  | Das circa 4 m hohe Kruzifix steht auf einer Grünfläche neben dem Pfarrhof von Schwanenstadt. Es ist mit mehreren Jahreszahlen beginnend mit 1867 bezeichnet. | BDA-Hist.: Q37772024 Status: § 2a Stand der BDA-Liste: 2025-06-30 Name: Kruzifix GstNr.: 123/1                                                                                |